# Chromista
Kromisti (lat. chroma- boja) jednostanični organizmi koji se mogu tretirati kao posebno carstvo ili se uključuju u protiste. Kromistima pripadaju sve alge čije kloroplasti sadrže klorofil A i C. Ove kloroplasti okružene su s četiri membrane
Dijele se na dva glavna podcarstva: 
a) Hacrobia s koljenima Haptofiti (Haptophyta), Kriptofiti (Cryptophyta) i Heliozoa; i
b) Harosa s infracarstvima Alveolata, Heterokonta i Rhizaria.
c) Chromista incertae sedis:

## Koljena
1. Bacillariophyta Karsten
2. Bigyra Cavalier-Smith
3. Cercozoa Cavalier-Smith
4. Chromista phylum incertae sedis
5. Ciliophora Doflein
6. Cryptophyta Cavalier-Smith
7. Foraminiferida d'Orbigny
8. Haptophyta Cavalier-Smith
9. Katablepharidophyta N.Okamoto & I.Inouye
10. Miozoa Cavalier-Smith
11. Ochrophyta Cavalier-Smith
12. Telonemia